# Содо дељи Ебреј (Перуђа)
Содо дељи Ебреј је насеље у Италији у округу Перуђа, региону Умбрија.
Према процени из 2011. у насељу је живело 30 становника. Насеље се налази на надморској висини од 279 м.